# Chiesa di Santa Lucia (Canosa di Puglia)
La chiesa di Santa Lucia, conosciuta anche come chiesa del Santissimo Purgatorio, è un luogo di culto cattolico di Canosa di Puglia, situato nei pressi del Castello normanno svevo di Canosa. Le origini della chiesa sono certe a partire dal Settecento.
In passato era dedicata a san Teodoro.
Nel 1855 è stata dedicata a santa Lucia. Al nome della chiesa era associatata la fiera di santa Lucia, che anticamente durava due o tre giorni e che portava a Canosa numerosi visitatori per degustare i prodotti tipici locali, come le sfogliatelle, le cartellate e altri tipi di dolci.